# Provincia de Thanh Hóa
Thanh Hoa (en vietnamita: Tỉnh Thanh Hóa) es una de las provincias que conforman la organización territorial de la República Socialista de Vietnam.

## Geografía
Thanh Hoa se localiza en la región de la Costa Central del Norte. La provincia mencionada posee una extensión de territorio que abarca una superficie de 11.163,3 kilómetros cuadrados.

## Educación más alta
- Universidad Hong Duc
- Universidad de Cultura, Deportes y Turismo de Thanh Hóa

## Demografía
La población de esta división administrativa es de 3.677.000 personas (según las cifras del censo realizado en el año 2005). Estos datos arrojan que la densidad poblacional de esta provincia es de 330,78 habitantes por cada kilómetro cuadrado.
- Datos: Q36512
- Multimedia: Thanh Hoa / Q36512